# Darío Núñez
Darío Nuñez (n. 21 de noviembre de 1984 en San Pedro (Misiones) es un practicante de taekwondo argentino que ha sido campeón mundial y Medalla de Oro de la disciplina Taekwondo, en el Torneo Mundial (Taekwondo ITF World Championship) celebrado en Inglaterra en el año 2007 y subcampeón mundial y Medalla de Plata en el Torneo Mundial (Taekwondo ITF World Championship) en Canadá en el año 2012.
Inició su carrera deportiva en Puerto Iguazú en el Taekwondo ITF siendo muy joven, en el año 1999 a través de una beca y es actualmente IV Dan internacional de Taekwondo ITF (ARG-3-1206) e instructor de la Federación Internacional de Taekwondo.
En la actualidad enseña en el Dojang de su instructor Mayor 6º Dan (Sabunim) Hugo Digiovani en la Taekwondo Asociación ITF Triple Frontera, junto a Cristian Junco (también campeón mundial de Taekwondo) y Juan Ayala (ambos con categoría de tercer dan), con base en Puerto Iguazú, ciudad de la provincia de Misiones, en el extremo nordeste de la Argentina.

## Distinciones y honores recibidos
Con su trabajo dedicado a la práctica y enseñanza del Taekwondo dio como resultado, el reconocimiento de la sociedad, que se refleja en las siguientes distinciones:
| Año                          | Reconocimiento                                                      | Categoría | País      |
| ---------------------------- | ------------------------------------------------------------------- | --- | --------- |
| 2012                         | Fiesta del Deporte Iguazú Municipalidad de Puerto Iguazú (Misiones) | "Cataratas de Oro Internacional" (Premio compartido) Mejores deportistas de Taekwondo. Premio recibido junto a Cristian Junco (Campeón Mundial). | Argentina |
| 2012                         | Declaración Oficial Concejo Deliberante de Puerto Iguazú (Misiones) | Embajador Deportivo Embajador del Deporte de Puerto Iguazú (Misiones)                                                                            | Argentina |
| 2011, 2010, 2009, 2008, 2007 | Fiesta del Deporte Iguazú Municipalidad de Puerto Iguazú (Misiones) | Oro Consagración "Cataratas de Oro Internacional" y Revelación Deportiva del Año (2007). (Ganador)                                               | Argentina |
| 2007                         | Fiesta del Deporte Misionero Diario Primera Edición                 | Mención Especial Deportista del Año. (Ganador)                                                                                                   | Argentina |
| 2006, 2005, 2004, 2003       | Fiesta del Deporte Iguazú Municipalidad de Puerto Iguazú (Misiones) | "Cataratas de Plata Internacional" (Ganador) | Argentina |
| 2002                         | Fiesta del Deporte Iguazú Municipalidad de Puerto Iguazú (Misiones) | "Cataratas de Oro Internacional" (Ganador) Mejor deportista de Taekwondo                                                                         | Argentina |
| 2002                         | Fiesta del Deporte Iguazú Municipalidad de Puerto Iguazú (Misiones) | "Cataratas de Plata Internacional" (Ganador) Deportista destacado del año                                                                        | Argentina |
| 2001, 2000                   | Fiesta del Deporte Iguazú Municipalidad de Puerto Iguazú (Misiones) | "Cataratas Tallado" (Ganador) Disciplina Taekwondo                                                                                               | Argentina |

### Graduaciones
- I Dan: 21 de junio de 2002 (Argentina)
- II Dan: 17 de diciembre de 2008 (Argentina)
- III Dan: 22 de diciembre de 2010 (Argentina)
- IV Dan : 24 de abril de 2015 (Argentina)

### Logros deportivos en Argentina y otros países

#### 2013
- Primer Selectivo para Campeonato Mundial ROMA (ITALIA 2014) 1º puesto en forma de III-Danes sumando 9 puntos. Realizado en la ciudad de Rosario.
- Medalla de plata en lucha y medalla de oro en forma categorías cinturones negros 3º Danes hasta 58kg

#### 2012
- Subcampeón Mundial Ottawa Canadá 2012 en forma de 3º Danes y 5º en lucha hasta 58kg.
- Medalla de Oro en Forma de 3º Danes y medalla de Plata en Lucha hasta 58 kg. Campeonato Nacional Buenos Aires.
- Medalla de oro en forma de 3º Danes y Medalla de oro en lucha categoría micro hasta 54kg. Campeonato Chaco.
- Segundo Selectivo para Campeonato Mundial Ottawa (Canadá 2012): 3º puesto en formas de 3º Danes sumando puntos, realizado en la Ciudad de Buenos Aires.
- Tercer y último Selectivo para Campeonato Mundial Ottawa (Canadá 2012): 2º puesto en formas de 3ºDanes sumando 7 puntos, en la Ciudad de Resistencia (Provincia de Chaco), quedando entre los 3 mejores competidores de Argentina y clasificado para el mundial de Ottawa (Canadá).
- Medalla de oro en forma de 3º Danes, y medalla de plata en lucha pactada donde vale el Nocaut hasta 58 kg en 3 round de 2 minutos, por 1 de descanso.
- Medalla de Oro en forma 3º Danes y medalla de Plata en lucha hasta 58kg. Campeonato de la Costa, Mar del Plata.

#### 2011
- Medalla de Oro en Forma de III Danes y medalla de Oro en Lucha hasta 58 kg. Campeonato Nacional Buenos Aires.
- Medalla de oro en forma de III Danes, y Medalla de oro en lucha categoría micro hasta 54kg Campeonato Regional Misiones, en la Ciudad de Eldorado.
- Medalla de oro en forma III Danes y Medalla de oro en lucha categoría micro hasta 54kg, Campeonato Nacional, en Buenos Aires.
- Primer Selectivo para Campeonato Mundial Ottawa (Canadá 2012) 4º puesto en forma de III-Danes sumando 4 puntos. Realizado en la ciudad de Rosario.
- Medalla de oro en forma de III Danes, y Medalla de oro en lucha categoría micro hasta 54kg. Campeonato Provincial Rosario.

#### 2010
- Medalla de oro en forma de II-Danes, Campeonato Regional Córdoba.
- Medalla de oro en forma de II-Danes, Campeonato Regional Santiago del Estero
- Curso de Árbitro y Juez Nacional, realizado con el Maestro Néstor Galarraga VIII Dan y el Maestro José Maidana.
- Medalla de oro en forma de II Danes, y Medalla de oro en Lucha por equipo de 5 integrantes, Campeonato Regional Comodoro Rivadavia.
- Ayudante del curso brindado por el Maestro Néstor Galarraga VIII Dan, brindando en Asunción (Paraguay).
- Medalla de oro en forma de II Danes y Medalla de Plata en lucha categoría micro hasta 54kg. Copa América realizada en Rosario (Santa Fe).

#### 2009
- Medalla de oro en forma de II Danes. Campeonato Regional Santiago del Estero.
- Medalla de oro en forma I-Danés, y medalla de bronce lucha categoría micro hasta 54kg, campeonato Provincial (más importante realizado en la semana de mayo). Y abanderado del escudo de la T.A.A.
- Medalla de oro en forma I-Danés, y medalla de bronce en lucha categoría micro hasta 54kg. Campeonato Provincia de Buenos Aires.

#### 2008
- Medalla de oro en forma I Danes, y medalla de bronce lucha categoría micro hasta 54kg, campeonato provincial y abanderado del escudo de la Taekwondo Asociación Argentina (TAA).
- Medalla de oro en forma I Danes, campeonato regional Santiago del Estero, reconocimiento por fomentar el Taekwondo en la Provincia de Córdoba.
- Medalla de bronce en forma I Danes, único competidor en lucha categoría micro hasta 54kg. Y entre los 8 mejores en la categoría lucha hasta 63kg. Campeonato Mario Yorio, realizado en Rosario
- Medalla de oro en forma I Danes y medalla de bronce en lucha categoría micro hasta 54kg. Primer Campeonato Open Mundial, en Punta del Este (Uruguay).
- Entre los 3 mejores competidores nacionales, clasificatorio para el circuito de los mejores del mundo.

#### 2007
- Medalla de oro en forma I Danes, Campeonato Mundial, realizado en Birmingham (Inglaterra).
- Medalla de oro en forma I Danes y medalla de bronce en lucha categoría micro hasta 54kg. Campeonato Provincia de Buenos Aires (Argentina).
- Medalla de oro en forma I Danes, y medalla de plata en lucha por equipo. Tercer Campeonato "Open Mercosur" en Foz do Iguazú (Brasil).

#### 2006
- Medalla de oro en forma I Danes y medalla de oro en lucha categoría micro hasta 54kg. Segundo Campeonato "Open Mercosur", en Foz do Iguazú (Brasil).
- Medalla de oro en forma I Danes y medalla de oro en lucha categoría micro hasta 54kg. Campeonato ciudad de Curuzú Cuatiá (Provincia de Corrientes).
- Medalla de oro en forma I Danes, Campeonato Nacional en Buenos Aires.
- Medalla de oro en forma I Danes, y medalla de plata en lucha categoría micro hasta 54kg. Campeonato Provincia de Misiones (Eldorado)

#### 2005
- Medalla de plata en forma I Danés, VII-Campeonato Panamericano en Caseros (Provincia de Buenos Aires).
- Medalla de oro en forma I Danes y medalla de oro en lucha categoría micro hasta 54kg. Primer Campeonato "Open Mercosur" en Foz do Iguazú (Brasil).
- Medalla de oro en forma I Danes y único competidor en lucha categoría micro hasta 54kg. Campeonato Provincia de Buenos Aires.
- Medalla de oro en forma I Danes, Campeonato Nacional (Buenos Aires).
- Medalla de oro en forma I Danes, Campeonato Provincial en Eldorado (Provincia de Misiones).

#### 2004
- Entre los 8 mejores competidores del mundo en forma I Danes, y en lucha categoría micro hasta 54kg. Campeonato mundial, realizado en Daejeon (Corea del Sur) donde todos los integrantes de los países hicieron historia por volver el Taekwondo a Corea.
- Medalla de oro en forma I Danes, y medalla de plata en lucha categoría micro hasta 54kg. Campeonato Provincia de Buenos Aires.
- Medalla de plata en forma I Danes, Campeonato de la Costa en Mar del Plata.
- Medalla de oro en forma I Danes, y medalla de plata en lucha categoría micro hasta 54kg. Campeonato Nacional en Buenos Aires.

#### 2003
- Curso de Instructor Internacional, dictado por el hijo del creador del Taekwondo Master Choi Chong Hwa, actual presidente de la ITF realizado en Rio de Janeiro (Brasil).
- Medalla de plata en forma I Danes, Campeonato Provincia de Buenos Aires.
- Medalla de oro en forma I Danes, Copa América, realizado en Punta del Este (Uruguay).
- Medalla de oro en forma I Danes, y medalla de bronce en lucha categoría micro hasta 54kg en el Campeonato Nacional de Buenos Aires.

#### 2001
- Medalla de bronce en forma I Danes, Campeonato Panamericano, en Montevideo (Uruguay).
- Medalla de oro en forma I Danes y medalla de oro en lucha categoría micro hasta 54kg. Campeonato Nacional en Lanús Este (Provincia de Buenos Aires).
- Medalla de plata en lucha categoría micro hasta 54kg. Campeonato de la Costa, en Mar del Plata.
- Medalla de bronce en forma I Danes, y medalla de bronce en lucha categoría micro hasta 54kg. Campeonato Internacional en Cabo Frío (Brasil).

#### 2000
- Medalla de plata en forma I Danes, Campeonato Nacional, en Lanús Este (Provincia de Buenos Aires).
- Medalla de Bronce en forma I Danes y medalla de oro en lucha categoría micro hasta 54kg. Campeonato Provincia de Buenos Aires.

#### 1999
- Medalla de oro en lucha categoría micro hasta 54kg. Copa de la Amistad de las Tres Fronteras, en Foz do Iguazú (Brasil).
- Medalla de Bronce en forma I Danes y medalla de bronce en lucha categoría micro hasta 54kg. Campeonato Nacional en Caseros (Provincia de Buenos Aires.)